# Jacqueline Oliveira Santana
Jacqueline Oliveira Santana (nascida em 31 de outubro e 1979, em São Paulo) é uma goleira brasileira da Seleção Brasileira Feminina de Handebol, que também atua em nível internacional.

## Biografia
Depois de seis temporadas na Espanha, notadamente na La Unión Ribarroja (pelo menos desde 2004), onde conquistou dois títulos da liga espanhola e uma Taça da Rainha, Jacqueline Oliveira ingressou no Toulon Saint-Cyr Var Handebol, na primavera de 2009.
Campeã da França em 2009-2010 com o Toulon, ela também ganhou duas copas da França: em 2011 e 2012.
Após seis anos em Toulon, ingressou no Chambray Touraine Handball em 2015. Ao lado de Linda Pradel, ela fez com que o clube de Touraine se tornasse vice-campeão da França na categoria D2 em 2016 e, assim, passasse à elite francesa.
Depois de deixar Chambray em 2018, ela se mudou para a Entente Noisy-le-Grand / Gagny.

## Prêmios
- vencedora do Campeonato Espanhol (2): 2006 e 2007
- Vencedora da Taça da Rainha (1): 2006
- vencedora do Campeonato Francês (1): 2010 com o Toulon Saint-Cyr
- vencedora da Taça da França (2): 2011 e 2012 com o Toulon Saint-Cyr

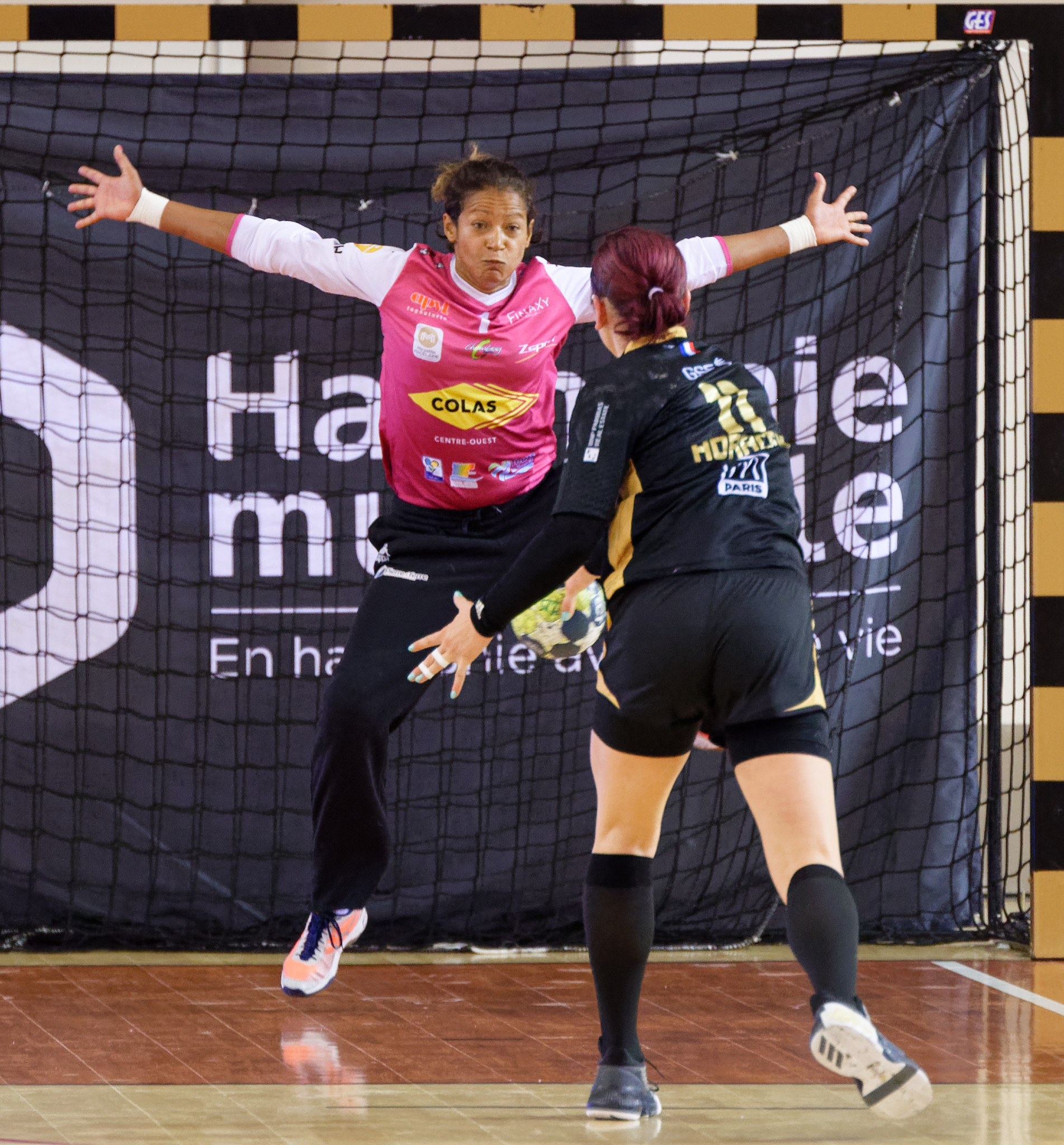
Jacqueline Oliveira tenta parar um tiro de 7 metros disparado por Tamara Horacek, 15 de setembro de 2017.